# Casa Grande (Arizona)
Pour les articles homonymes, voir Casa Grande.
Casa Grande est une ville située aux États-Unis, dans l'État de l'Arizona et le comté de Pinal.

## Divers
- L'autoroute américaine Interstate 8 s'arrête à Casa Grande.
- Le film Aux frontières de l'aube a été en partie tourné à Casa Grande.
- Casa Grande possède un aéroport (Casa Grande Municipal Airport, code AITA : CGZ).
- Le chanteur Joe Jonas du groupe Jonas Brothers est né à Casa Grande.

## Démographie
| 1880 | 1890 | 1920 | 1930  | 1940  | 1950  |
| ---- | ---- | ---- | ----- | ----- | ----- |
| 33   | 328  | 948  | 1 351 | 1 545 | 4 181 |

| 1960  | 1970   | 1980   | 1990   | 2000   | 2010   |
| ----- | ------ | ------ | ------ | ------ | ------ |
| 8 311 | 10 536 | 14 971 | 19 076 | 25 224 | 48 571 |